# 柳德米拉·奥切列特纳娅
柳德米拉·亚历山德罗芙娜·奥切列特纳娅（羅馬化：Lyudmila Aleksandrovna Ocheretnaya；1958年1月6日—），原姓普京娜（Путина），婚前姓什克列布涅娃（Шкребнева），生于苏联加里寧格勒，俄罗斯总统弗拉基米尔·普京的前妻。1983年与普京结婚并育有两个女儿，2000－2008年以及2012－2013年普京担任总统期间为该国第一夫人，2013年与普京正式对外宣布离婚。据相关报道已于2015年前后与一名商人再婚。

## 早年
柳德米拉是列宁格勒国立大学校友，精通四门语言：俄罗斯语、德语、西班牙语和法语，曾是空姐、德语教师等。。
柳德米拉喜欢戏剧和音乐。

## 普京夫人

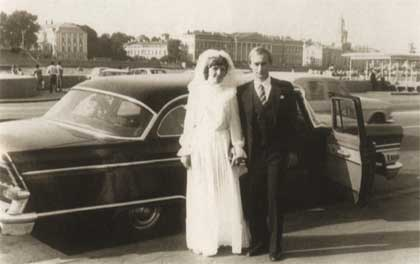
普京夫妇结婚照，摄于1983年7月28日。

1983年柳德米拉与弗拉基米尔·普京结婚，改姓普京娜。二人育有两女，分别生于1985年和1986年（幼女生于東德）。
1986年至1990年随普京前往东德；1990年至1994年任列宁格勒大学德语教师。
2013年6月6日，普京夫妇二人在克里姆林宫看完芭蕾舞演出离开时，公布二人已和平离婚。
2016年1月，俄羅斯媒體披露其與小她21歲的商人阿圖爾·奧切列德內（Артур Очеретный）再婚并改姓奥切列特纳娅。